# Trigomphus interruptus
Trigomphus interruptus is een echte libel uit de familie van de rombouten (Gomphidae).
De wetenschappelijke naam van de soort werd in 1854 als Hemigomphus interruptus gepubliceerd door Edmond de Selys Longchamps.

## Synoniemen
- Gomphus chichibui Fraser, 1936